# 序列岩
序列岩（英語：Narabi Rocks），是南極洲的岩石，位於毛德皇后地的奧拉夫王子海岸，處於天文台岩和小僧岩之間，長6公里，根據日本探險隊的測量和拍攝的空中照片繪入地圖，現時由南極條約體系管理。

## 外部連結
- 本条目引用的公有领域材料来自美国地质调查局的文档 《序列岩》 （資料來自地名信息系统）。

68°24′S 41°47′E / 68.400°S 41.783°E